# ルカ・クレメンツァ
ルカ・クレメンツァ（Luca Clemenza、1997年7月9日 - ）は、イタリア・チッティーリオで生まれたイタリアのサッカー選手。ヴィルトゥス・エンテッラ所属。ポジションはミッドフィールダー。

## 経歴
ユヴェントス下部組織出身で、10番を背負いキャプテンを務めたりと有望視されていた。
2017-2018シーズンは アスコリへ、2018-2019シーズンはパドヴァへレンタル移籍し経験を積んだ。
2018年7月28日、プレシーズンマッチのインターナショナル・チャンピオンズ・カップSLベンフィカ戦に後半から出場し豪快な同点弾を決めた。
2020年10月、スイス・スーパーリーグのFCシオンへレンタル移籍。